# Kottenheimer Büden
Der Kottenheimer Büden ist die östliche Flanke des Bellerberg-Vulkans, eines Vulkansystems zwischen den Orten Ettringen, Kottenheim und Mayen in der Osteifel im Landkreis Mayen-Koblenz.

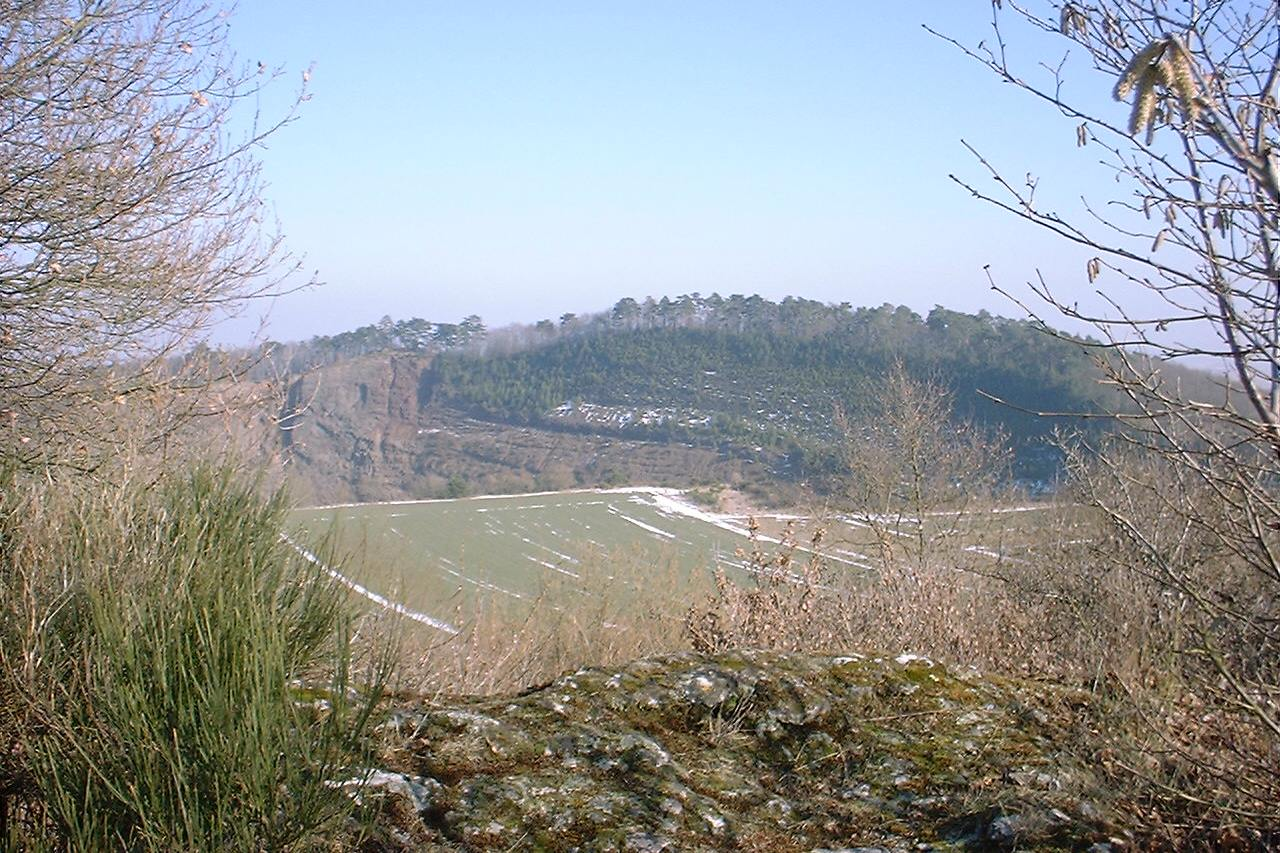
Blick vom Ettringer Bellerberg auf den Kottenheimer Büden

## Entstehung

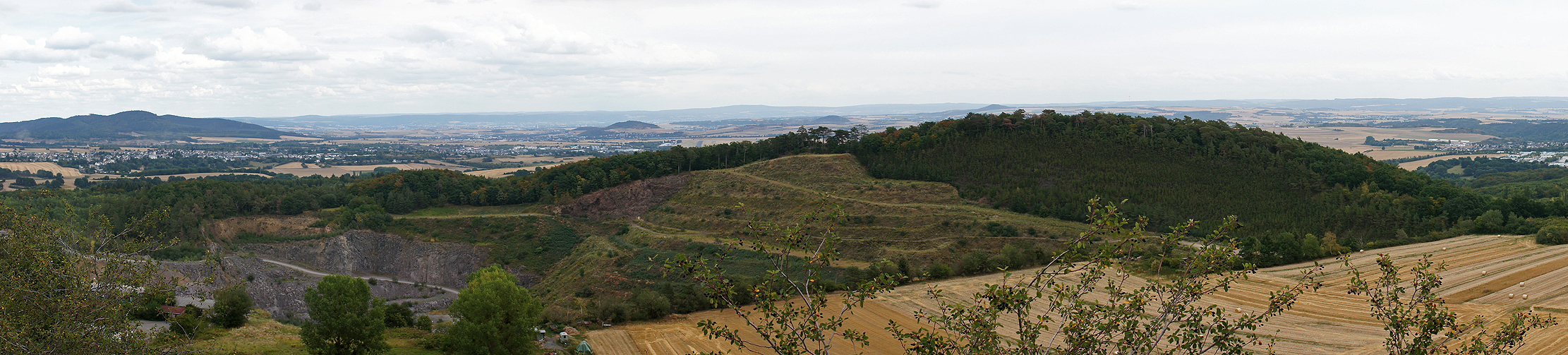
Panorama des Kottenheimer Büden

Der Aufbau des Kottenheimer Büden zeigt den typischen Aufbau einer Kraterflanke. Schweißschlacken wechseln sich mit Schlackenbreccien ab.
Schweißschlacken bestehen aus einzelnen Lavafetzen, die wegen der hohen Temperatur miteinander verschmolzen bzw. verschweißt sind; ein Anzeichen für die starke Aktivität des Vulkans. Der hohe Anteil an verschweißten Schlacken ist außerdem ein Indiz dafür, dass das Eruptionszentrum nicht weit war. Beim Aufprall auf den Kraterrand waren die Schlacken noch verformbar, wodurch sie eine deutliche Fließstruktur aufweisen.
Die Schlackenbreccien, die nicht verschweißten Schlacken, sind typische Vertreter einer strombolianischen Eruptionstätigkeit. Sie setzen sich aus eckigen, blasigen Bombenbruchstücken und in der Luft geformten Bomben zusammen. Im Schlackenwall des Kottenheimer Büden sind die eckigen Stücke mosaikartig miteinander verzahnt. Das zeigt, dass die Lava-Bomben noch in der Luft erstarrten und beim Aufprall auf den Kraterrand schließlich zerbrachen.

## Nutzung

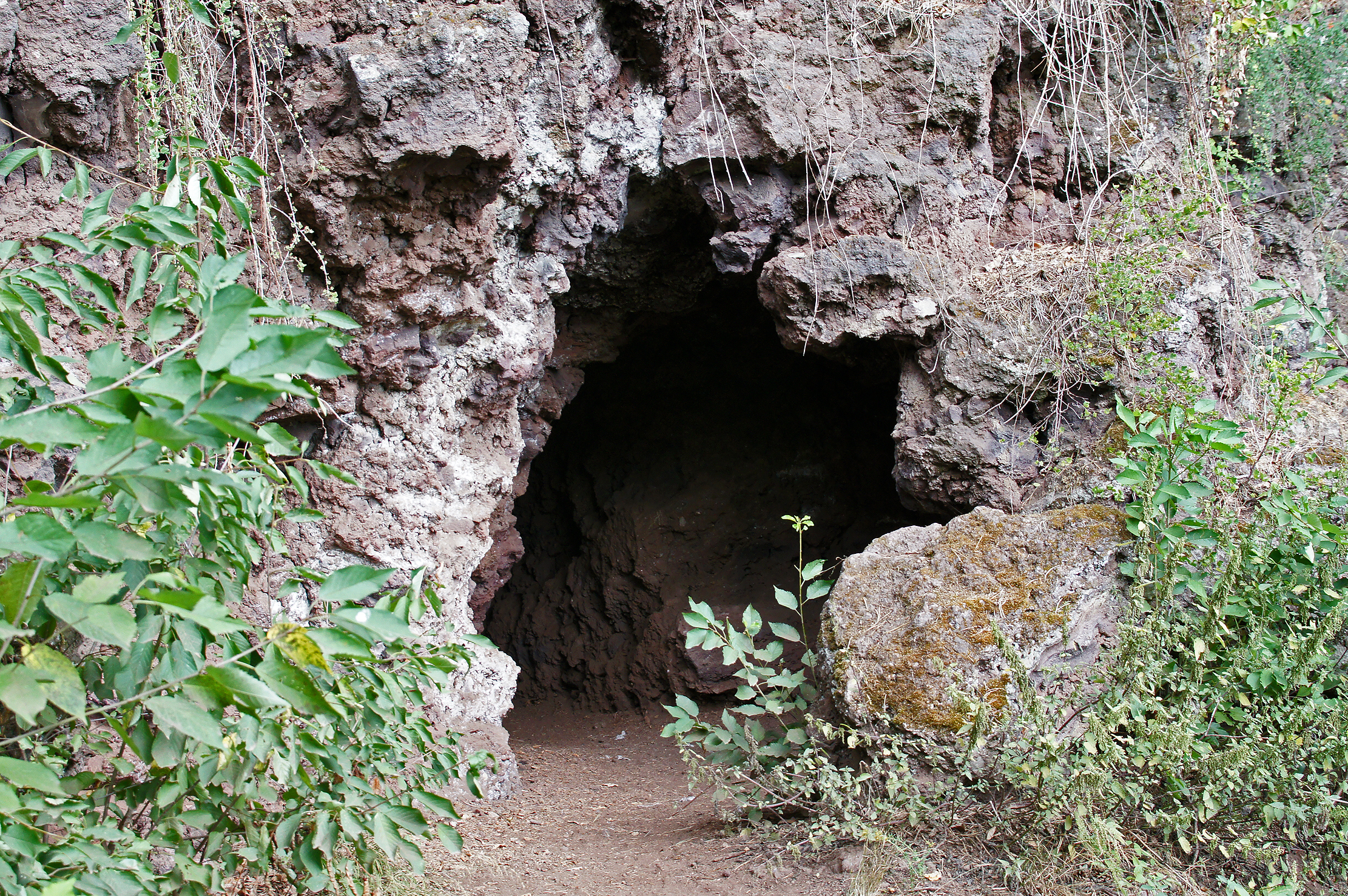
Einer der Eingänge der Sieben Stuben

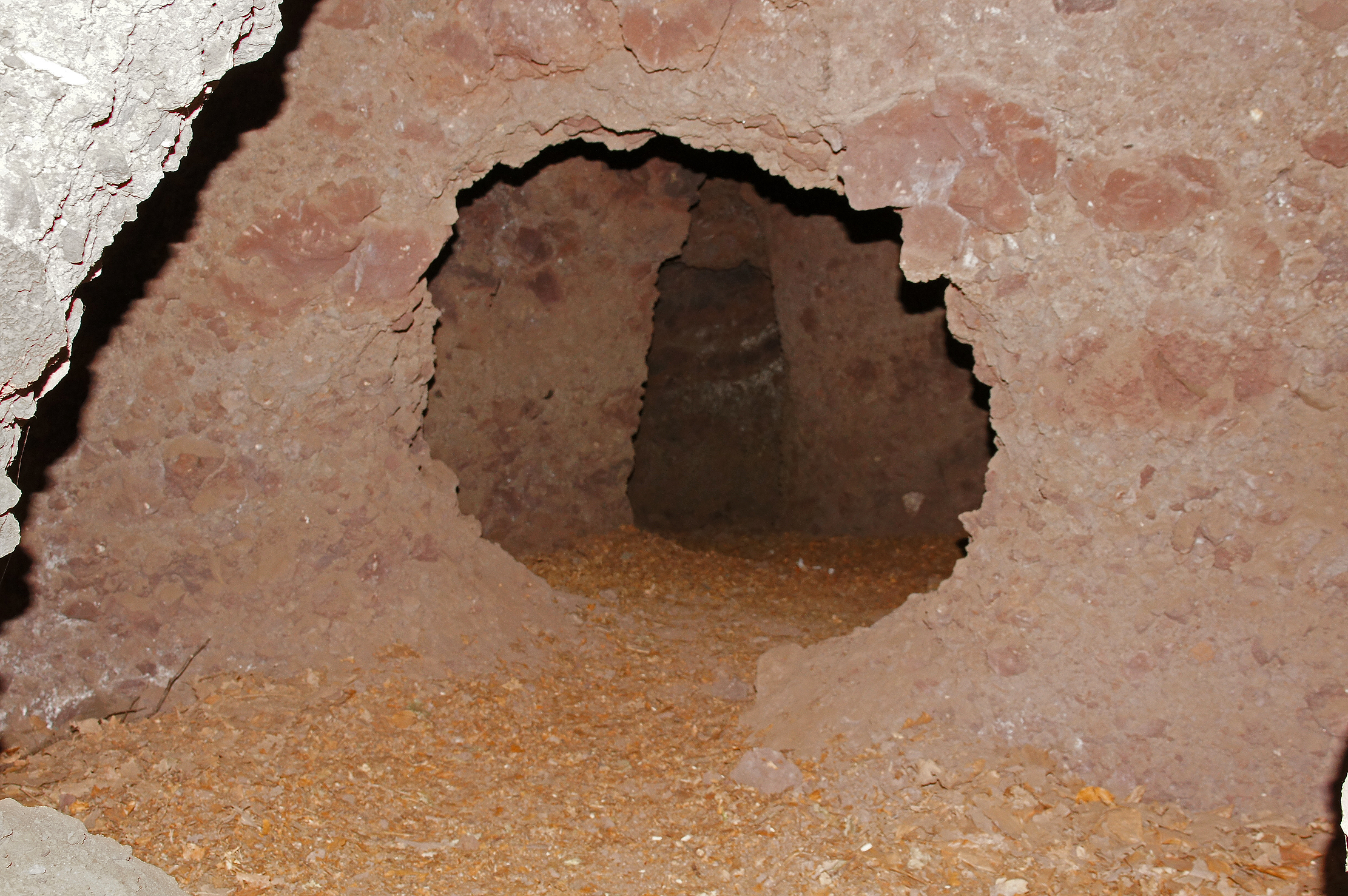
In den Sieben Stuben

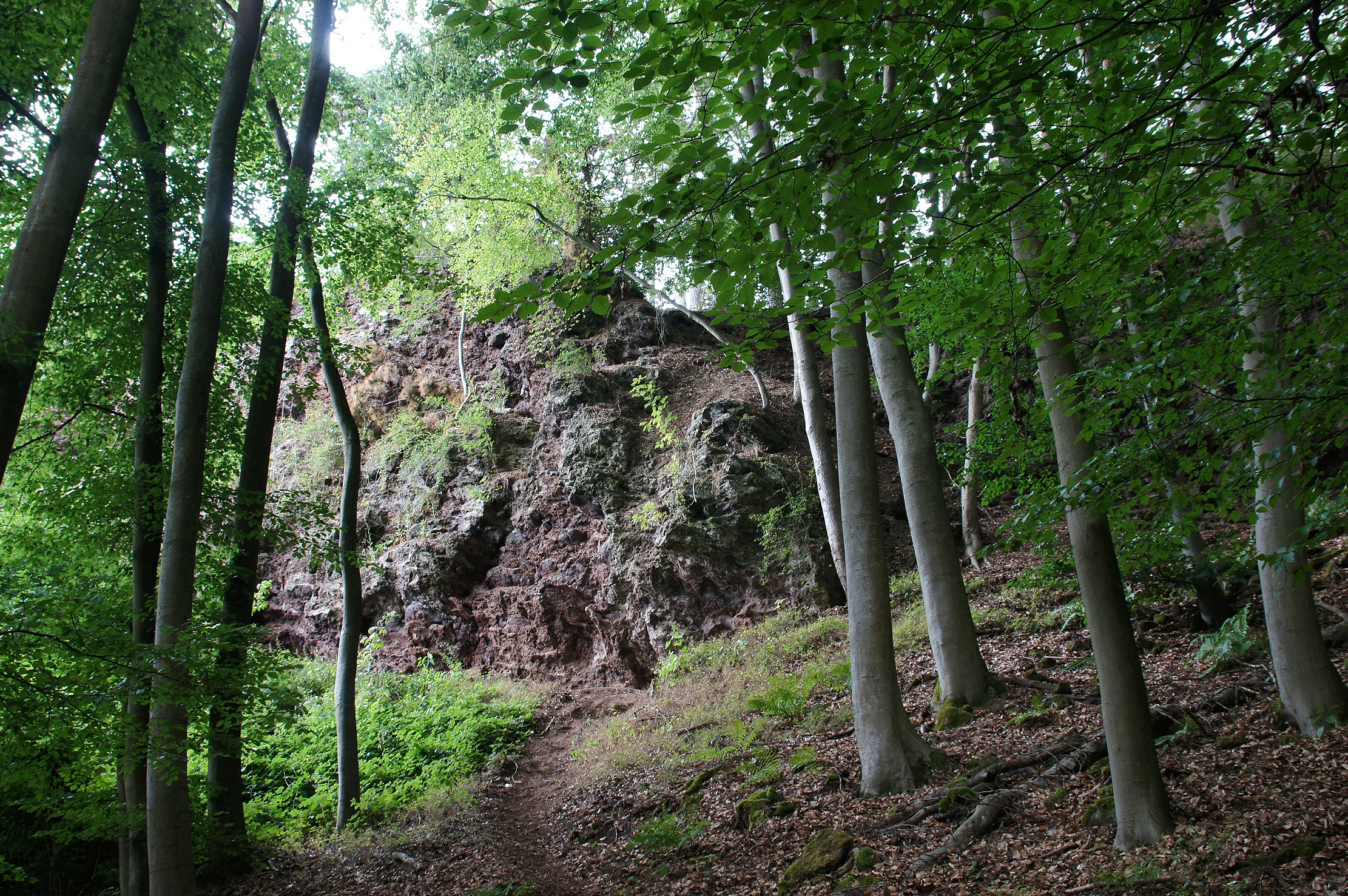
Der Schlackenwall, in dem sich die Sieben Stuben befinden

In den Schlackenwall wurden im Zweiten Weltkrieg künstliche Höhlen eingehauen, die als Luftschutzräume dienten. Diese sogenannten „Siewe Stuwe“ (sieben Stuben) entstanden dank dem Knowhow und den technischen Hilfsmitteln aus den umliegenden Steinbrüchen, der Ettringer Lay und dem Kottenheimer Winfeld. Die Stollen wurden mit dem Nötigsten wie Feld- und Etagenbetten, Regalen und Öfen ausgestattet, die Eingänge mit Astwerk getarnt. Die Höhlen boten bis zu 20 Menschen Schutz, überwiegend Kottenheimer Frauen und Kindern. Sie lebten tagsüber in den Stollen und nutzen die Dunkelheit für Besorgungsgänge.
Der Kottenheimer Büden ist ein Naturschutzgebiet und ein Landschaftsdenkmal des Vulkanparks und integriert in einen Rundwanderweg, den Traumpfad Vulkanpfad.